# Буртинский (посёлок)
Бурти́нский — посёлок в Беляевском районе Оренбургской области. Административный центр Буртинского сельсовета.

## История
В 1966 году указом Президиума Верховного Совета РСФСР посёлок центральной усадьбы совхоза «Буртинский» переименован в Буртинский.

## Население
| 2010 |
| ---- |
| 992  |

## Улицы
| - ул. Больничная, - ул. Лесная, - ул. Луговая, - ул. Речная, | - ул. Садовая, - ул. Солнечная, - ул. Спортивная, - ул. Степная, | - ул. Строительная, - ул. Торговая, - ул. Центральная, - ул. Южная. |